# Логинов, Василий Самсонович
Василий Самсонович Логинов (23 сентября 1919 — 15 марта 1993) — советский военный лётчик и военачальник, участник Великой Отечественной войны, командующий 34-й воздушной армией, начальник тыла ВВС СССР, генерал-полковник авиации, военный летчик 1-го класса.

## Биография
Родился в 1919 году в деревне Ляпуново. Член КПСС. В 1936 году окончил 10 классов. С 1939 года — на военной службе, общественной и политической работе. В 1940 году окончил Балашовскую военную авиационную школу летчиков.
В 1939—1984 гг. — летчик-инструктор Новосибирской ВАШЛ, заместитель командира авиаэскадрильи 668-го ночного бомбардировочного авиационного полка, штурман 197-го истребительного авиационного полка. Воевал на Карельском фронте, совершил более 50 боевых вылетов на ночном бомбардировщике Р-5.
После войны окончил Военно-воздушную академию в 1946 году , командир полка, дивизии.
В 1960 году окончил Военную академию Генштаба. Занимал должности заместителя командующего 73-й воздушной армией по ПВО, 1-го заместителя командующего 57-й воздушной армией, командующего 34-й воздушной армией, начальника тыла ВВС СССР.
Умер 15 марта 1993 года в Москве. Похоронен на Монинском мемориальном военном кладбище.

## Воинские звания
- генерал-майор авиации (25.05.1959)
- генерал-лейтенант авиации (13.04.1964)
- генерал-полковник авиации (20.05.1971)